# Григоровка (Погребищенский район)
Григоровка (укр. Григорівка) — посёлок, входит в Погребищенский район Винницкой области Украины.
Население по переписи 2001 года составляло 10 человек. Почтовый индекс — 22246. Телефонный код — 4346. Занимает площадь 0,025 км². Код КОАТУУ — 523482802.

## Местный совет
22246, Вінницька обл., Погребищенський р-н, с. Мончин, вул. Центральна, 61